# Philipp Josias von Sachsen-Coburg und Gotha
Philipp Josias Maria Joseph Ignatius Michael Gabriel Raphael Gonzaga Prinz von Sachsen-Coburg und Gotha (auch Prinz Philipp Josias Kohary; * 18. August 1901 Schloss Walterskirchen; † 18. Oktober 1985 ebenda) war der letzte Majoratsherr der Familie Sachsen-Coburg-Koháry. 

## Leben
Philipp Josias war der dritte Sohn von Prinz August Leopold von Sachsen-Coburg und Erzherzogin Karoline von Österreich-Toskana (1869–1945).
Er studierte von 1920 bis 1921 an der Eberhard-Karls-Universität Tübingen. Er wurde 1920 Mitglied der katholischen Studentenverbindung AV Cheruskia Tübingen im CV, aus der er später ausgeschieden ist.

### Fideikommissherr
Die Besitzungen des Hauses Sachsen-Coburg-Koháry umfassten 83.000 Hektar und war in zwei Fideikommissen zusammengefasst. Ferdinand Georg, der Gründer der Linie Koháry, legte fest, dass beide Fideikommisse von einem Fideikommissherren in Personalunion geführt werden und nahm für sich und seine Nachfolger den Titel Herzog an. Die Coburger waren um die Jahrhundertwende die drittgrößten Landbesitzer im Königreich Ungarn. Nach dem Ende der Donaumonarchie 1918 befanden sich die Coburg-Koháryschen Güter plötzlich in drei verschiedenen Ländern: in Ungarn etwa 40.000 Joch (23.000 Hektar), in Österreich 3.000 Joch (=1.730 Hektar) und in der Tschechoslowakei 100.000 Joch (57.550 Hektar). Mit dem Vertrag von Trianon 1920 ging ein Großteil der in der Slowakei gelegenen Güter verloren.
Nach dem Tod seines einzigen Sohnes Leopold Clemens 1916 setzte Fideikommissherr Philipp von Sachsen-Coburg testamentarisch seinen Großneffen Philipp Josias als Erben ein. Nach Philipps Tod 1921 kürzte Philipp Josias angesichts des um mehr als die Hälfte verringerten Grundbesitzes und der schwierigen wirtschaftlichen Situation sämtliche Apanagen an die Familienmitglieder. Mit dem Anschluss an das Dritte Reich 1938 wurden auch alle in Österreich noch bestehenden Fideikommisse aufgelöst. Philipp Josias teilte den nun in sein Privatvermögen übergegangenen Grundbesitz in Österreich mit seinem Bruder Ernst (1907–1978). Der in Ungarn liegende Besitz wurde nach Ende des Zweiten Weltkriegs enteignet.

### Widerstand gegen den Nationalsozialismus
Kohary unterstützte deutsche Emigranten in Österreich und Widerstandskämpfer im Deutschen Reich finanziell. Daher wurde er natürlich in den Akten der Partei-Kanzlei der NSDAP geführt. 1934 hatte er dem mit ihm befreundeten energischen Widerstandskämpfer Eugen Kogon die Verwaltung seines Großgrundbesitzes übertragen, der damit als sein Bevollmächtigter auch die Aufgaben der aktiven Unterstützung mit übernahm. 1936 und wiederholt 1937 wurde Koharys Freund und Bevollmächtigter Kogon auf der Reise ins Deutsche Reich verhaftet und durfte erst nach einer gerichtlichen Verurteilung als Vertreter Koharys zu 10.000 Reichsmark Strafe ausreisen und nach Österreich zurückkehren. Doch stand Koharys Beauftragter Kogon als bekannter Gegner des Hitler-Regimes auf der schwarzen Liste der Gestapo. Nach dem Anschluss Österreichs an das Deutsche Reich wurde Kogon noch im März 1938 in Wien festgenommen und schließlich nach Gefängnishaft im September 1939 ins KZ Buchenwald gebracht.

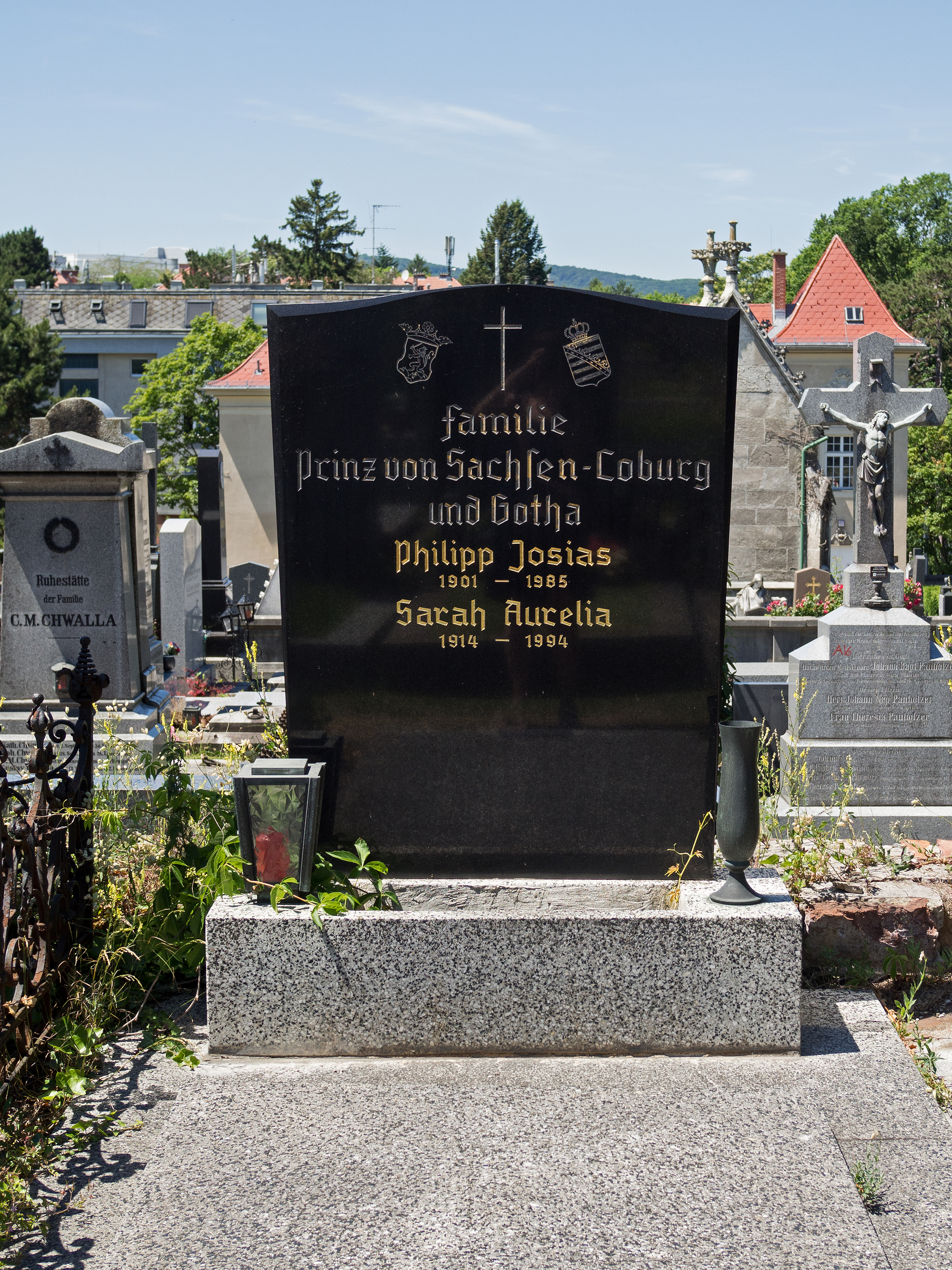
Grab von Philipp Josias von Sachsen-Coburg und Gotha und seiner Gattin Sarah Aurelia auf dem Hietzinger Friedhof

## Familie
1944 heiratete er Sarah Aurelia Hálasz (1914–1994), mit der er einen Sohn hatte. Nach 1945 lebte er überwiegend auf Schloss Walterskirchen in Niederösterreich, wo er 1985 auch verstarb. Das Gemeinschaftsgrab des Ehepaars befindet sich auf dem Hietzinger Friedhof in Wien. Nachfahren leben noch heute in Österreich.